# Heimlichtuer des Jahres
Der Heimlichtuer des Jahres wird in Deutschland seit dem Jahr 2021 jährlich vom BUND Baden-Württemberg und vom BUND Hessen ausgerufen. Kriterium für die Wahl sind auf den ersten Blick unscheinbare Arten, deren außergewöhnliche Fähigkeiten man erst bei näherem Hinsehen wahrnimmt.
Der Heimlichtuer des Jahres wird der Öffentlichkeit durch Pressearbeit bekannt gemacht. Die Aktion soll auf Arten hinweisen, die den meisten Menschen im Alltag verborgen bleiben und damit Interesse und Verständnis für die noch unentdeckte Umwelt zu wecken, ähnlich wie andere Aktionen aus dem Bereich Natur des Jahres.

## Heimlichtuer des Jahres
| Jahr | deutscher Name      | wissenschaftlicher Name                                          | Abbildung                |
| ---- | ------------------- | ---------------------------------------------------------------- | ------------------------ |
| 2021 | Glühwürmchen        | Lampyris noctiluca Lamprohiza splendidula Phosphaenus hemipterus | 2021 Großer Leuchtkäfer  |
| 2022 | Ameisenlöwe         | Myrmeleontidae                                                   | 2022 Ameisenlöwe         |
| 2023 | Eisvogel            | Alcedo atthis                                                    | 2023 Eisvogel            |
| 2024 | Bechsteinfledermaus | Myotis bechsteinii                                               | 2024 Bechsteinfledermaus |
| 2025 | Bienen-Ragwurz      | Ophrys apifera                                                   | 2025 Bienen-Ragwurz      |